# 大萼葵属
大萼葵属（学名：Cenocentrum）是锦葵科下的一个属，为灌木或亚灌木植物。该属仅有Cenocentrum tonkinense一种，分布于越南、老挝和中国云南南部。